# Bernáth Éva
Bernáth Éva (Mohács, ? –) opera-énekesnő (szoprán).

## Életpályája
Zenei tanulmányait gyerekkorában zongoristaként kezdte a helyi zeneiskolában, később magánének szakosként, sikeres felvételit követően, a Pécsi Művészeti Gimnázium és Szakgimnázium tanulója lett. Akkori énektanára, Tillai Tímea készítette fel a felsőoktatási felvételire. 2010-ben kezdhette meg egyetemi tanulmányait a Pécsi Tudományegyetem Művészeti Karának klasszikus ének tanszékén, ahol 2013-ban Kertesi Ingrid és Tokody Ilona növendékeként szerezte meg diplomáját.
2016-ban szerezte meg énekművész mesterdiplomáját a Liszt Ferenc Zeneművészeti Egyetemen Kertesi Ingrid tanítványaként. Az egyetemi évei alatt bemutatkozhatott különböző operaprodukciókban, ária- és dalesteken, ahol a következő rendezőkkel, karmesterekkel, művészekkel dolgozhatott együtt: Almási-Tóth András, Cser Ádám, Kocsár Balázs, Kovács Dániel, Gulyás Dénes, Sümegi Eszter, Vajda Gergely, Virág Emese. Repertoárjának kialakításában és betanításában Medveczky Ádám segítette őt. 
Nyolcszoros nagynéniként mindig is fontosnak tartotta a gyermekek nevelését, melynek eszköztárából a zene nem hiányozhat, így 2018-ban megszerezte művésztanári diplomáját a Liszt Ferenc Zeneművészeti Egyetemen. 2016 óta énekmestere, Wiedemann Bernadett segíti repertoárjának csiszolásában.

## Szereptanulmányok
- W. A. Mozart: A színigazgató – Madame Herz (2019)
- G. Donizetti: Szerelmi bájital – Gianetta (2019)
- Megyeri Krisztina: A tavasz ébredése – Ilse (2018)
- W. A. Mozart: A varázsfuvola – Az Éj királynője (2017)
- R. Strauss: A rózsalovag – Sophie (2016)
- G. Verdi: Falstaff – Nanetta (2015)
- Erkel Ferenc: Hunyadi László – Gara Mária (2015)
- G. Verdi: Az álarcosbál – Oscar (2014)
- G. Donizetti: Don Pasquale – Norina (2014)
- Virágh András Gábor: Femme Fatale 2200111XXG - FF23 Alien (2014)
- Kecskés D. Balázs: Szonya  – Szonya (2014)
- W. A. Mozart: Szöktetés a szerájból – Blonde (2013)
- E. Humperdinck: Jancsi és Juliska – Juliska (2013)
- E. Humperdinck: Jancsi és Juliska – Ébresztőtündér (2012)
- Kacsóh Pongrác: János vitéz – Francia királylány; Iluska (2012)
- W. A. Mozart: A varázsfuvola – Papagena (2012)
- H. Purcell: Dido és Aeneas – Belinda (2011)